# Shoot-the-Duck
Shoot-the-Duck – jeden z elementów łyżwiarskich zaliczanych do elementów łączących lub ruchów w przestrzeni wykorzystywanych przy innych elementach łyżwiarskich np. przy pozycji w twizzlach lub piruetach. Ruch polega na maksymalnym pochyleniu się na nodze dotykającej lodu i wyprostowaniu nogi wolnej do przodu w kierunku jazdy. Ręce łyżwiarza powinny znajdować się z przodu. Wykonując ten ruch łyżwiarz nie powinien odchylać się do tyłu i jak najszybciej przyjąć pozycję, aby nie stracić prędkości w jeździe.
Nie jest znane pochodzenie nazwy tego elementu łyżwiarskiego.

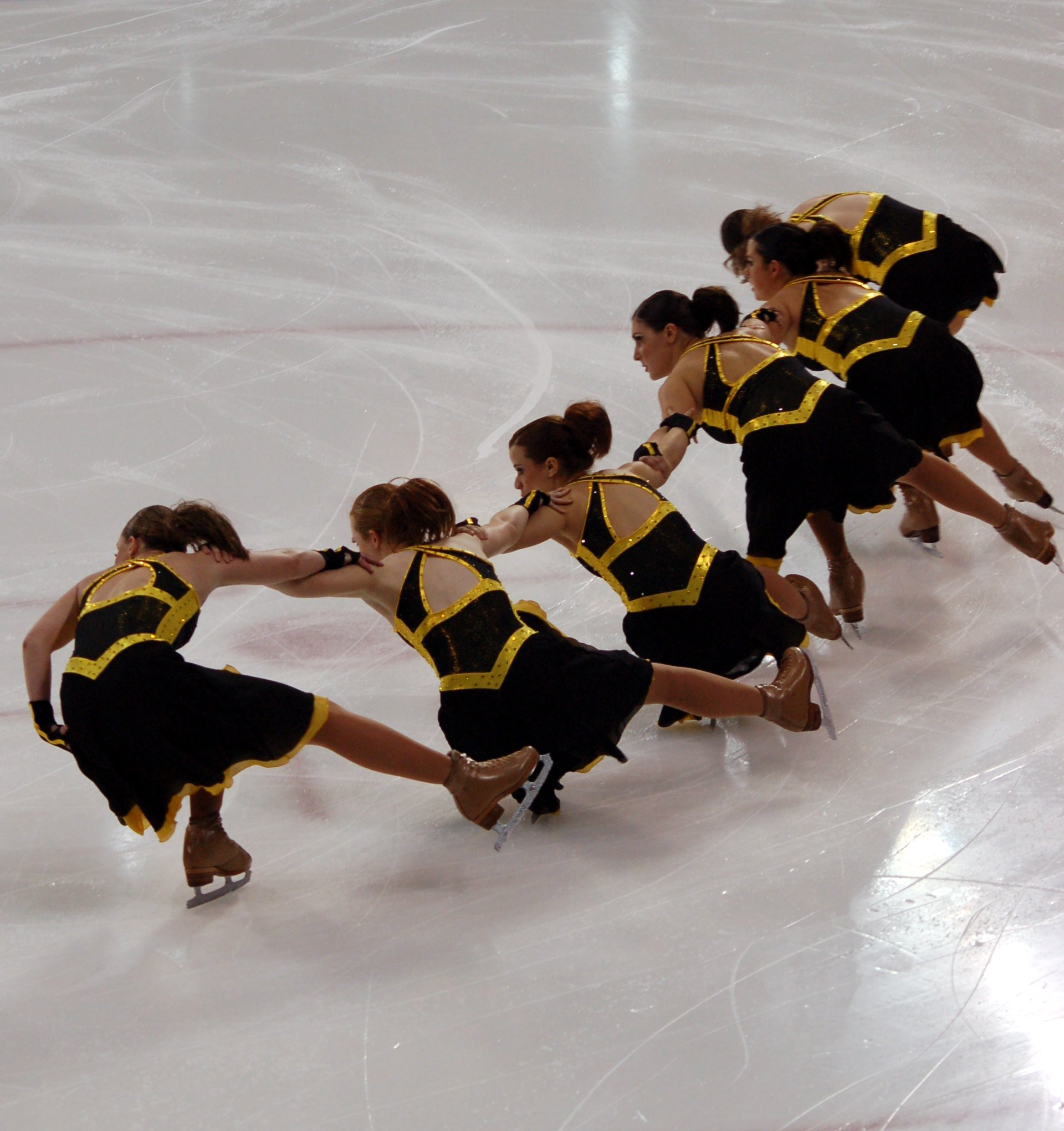
Shoot-the-Duck w łyżwiarstwie synchronicznym (Miami University JV team)
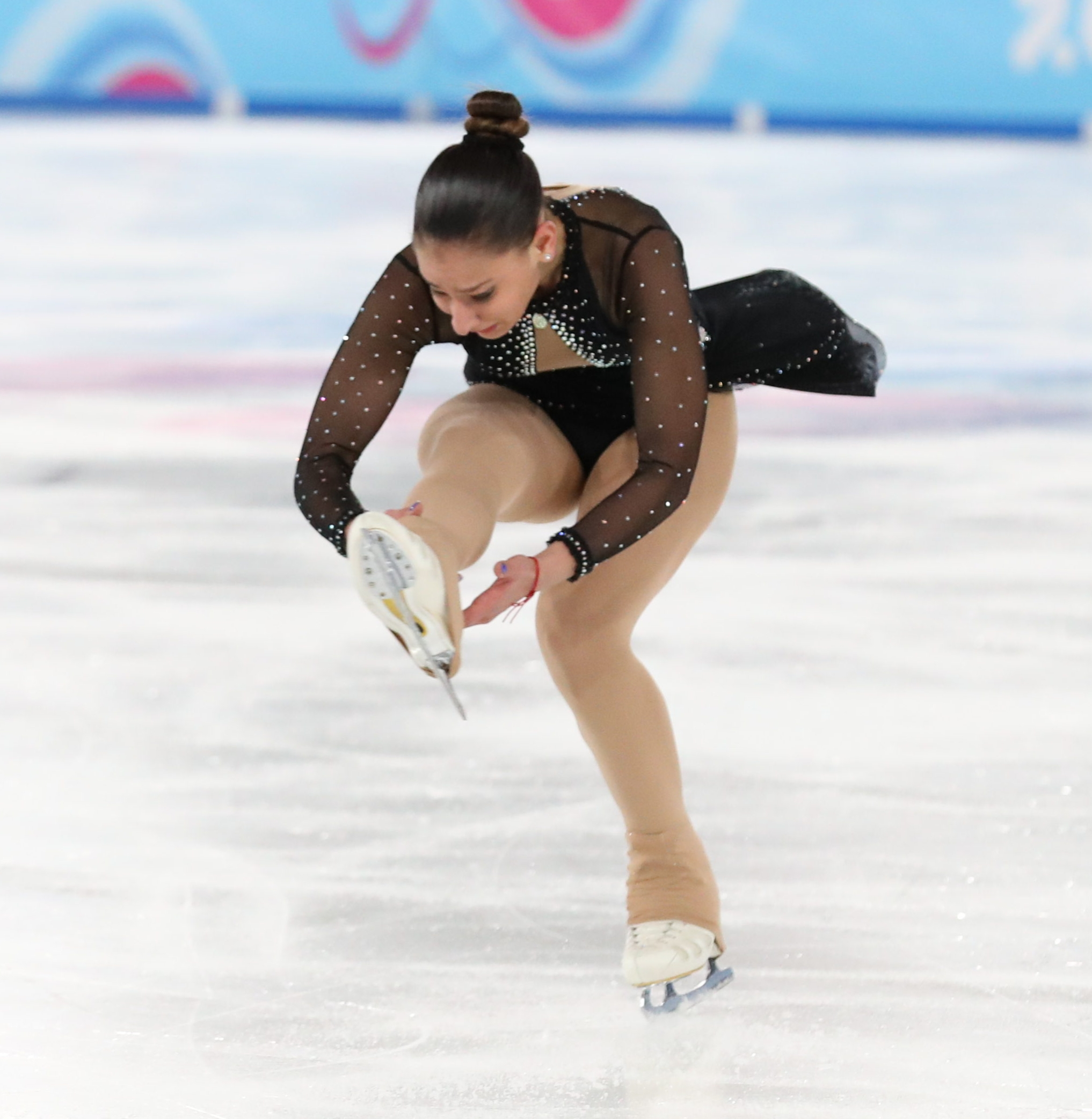
Zejście do pozycji shoot-the-duck w piruecie siadanym (Iwelina Bajczewa)
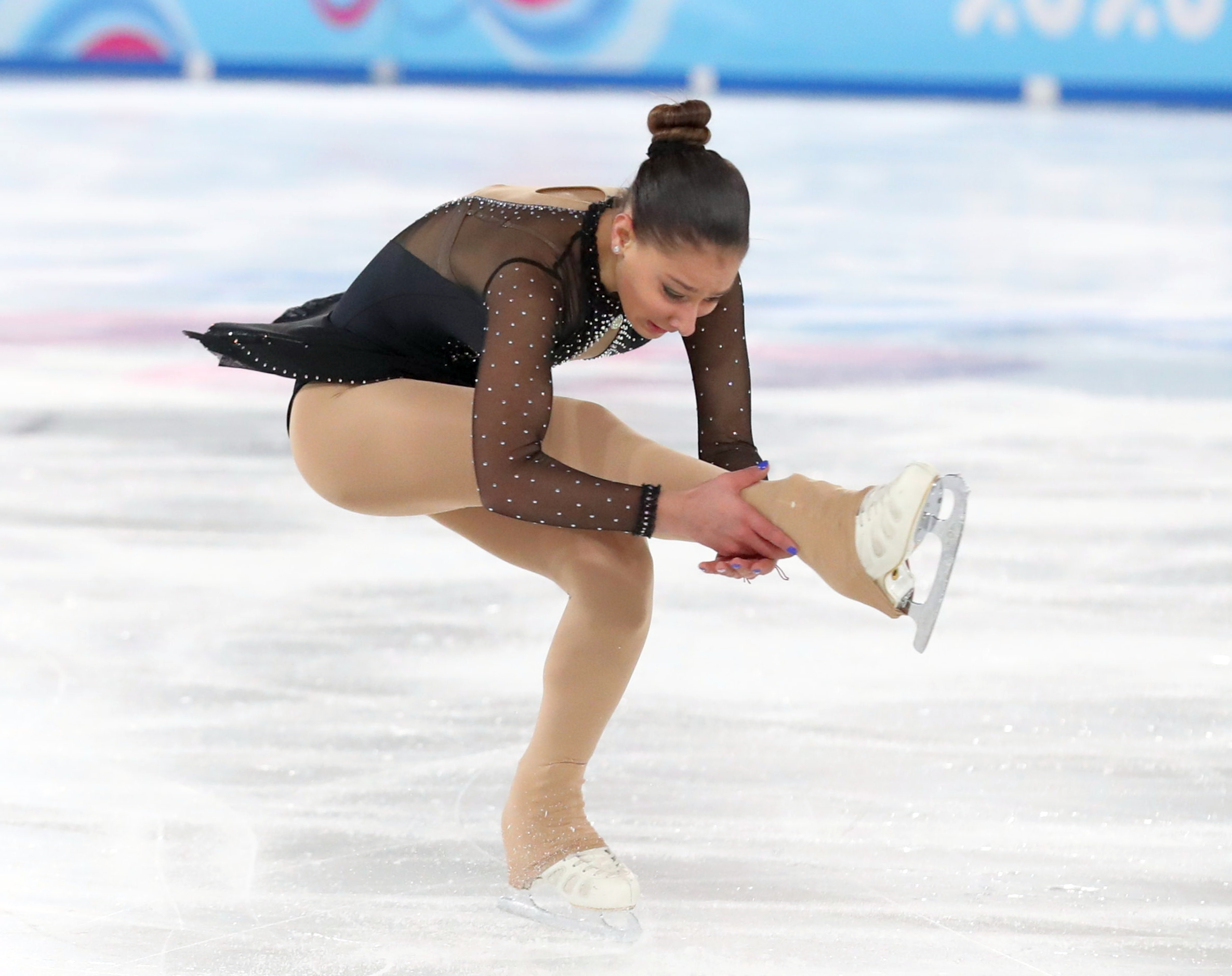
Zejście do pozycji shoot-the-duck w piruecie siadanym (Iwelina Bajczewa)
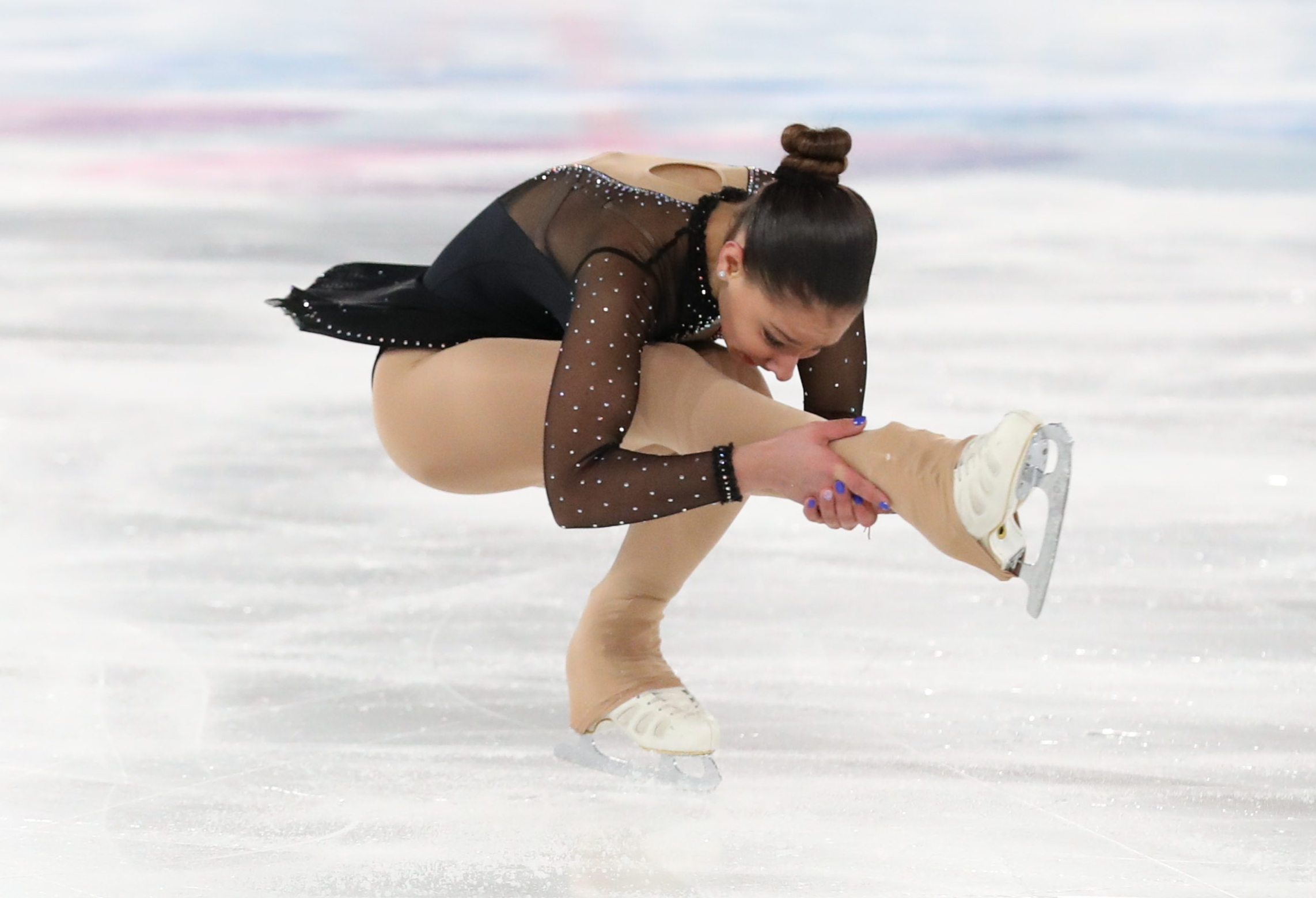
Pozycja shoot-the-duck w piruecie siadanym (Iwelina Bajczewa)
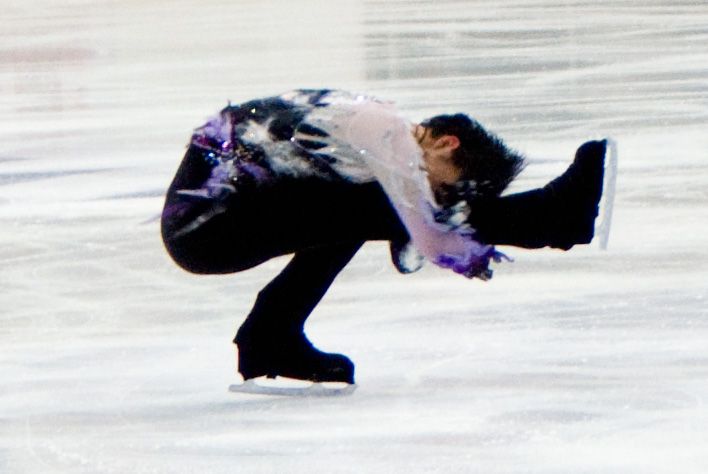
Pozycja shoot-the-duck w piruecie siadanym (Yuzuru Hanyū)